# Comabona
El Comabona és una muntanya de 2.548 metres situada a la Serra del Cadí fa de límit administratiu entre els municipis de Gisclareny al Berguedà i de Montellà i Martinet a la Baixa Cerdanya.
Al cim hi ha un vèrtex geodèsic (referència 278083001).
Aquest cim està inclòs a la llistat dels 100 cims de la FEEC.

## Rutes
- Ruta N: des del refugi Prat d'Aguiló
- Ruta SE: des del coll de Bauma (1.573 metres)
- Ruta SW: des del (coll de les Bassotes) (1873 metres)